# Аристодем Кумский
Аристодем (др.-греч. Ἀριστόδημος; ум. 491/490 до н. э.), по прозвищу Малак (Μαλακός, «Мягкий», «Кроткий») — тиран города Кумы в 504—491/490 до н. э.
Сын Аристократа. Отличился в войнах с этрусками. По словам Дионисия Галикарнасского, около 524 до н. э. командовал пехотой в сражении у реки Вольтурн, где кумская армия разгромила соединённые силы этрусков и их союзников — умбров и давнов. В 505/504 до н. э. был направлен во главе экспедиции на помощь Ариции, осажденной сыном Ларса Порсенны Аррунтом. В бою под Арицией Аристодем разбил этрусков, а по возвращении в Кумы воспользовался нараставшей в городе социальной напряженностью, и произвел кровавый переворот. Заговорщики перебили значительную часть аристократов и их сторонников, после чего привлекли на свою сторону народ, осуществив передел земли и отмену долгов. Чтобы предотвратить попытки реванша со стороны изгнанной аристократии, Аристодем добился своего провозглашения стратегом-автократором и установил свирепый тиранический режим. Он опирался на выходцев из низших слоев и освобожденных рабов, между которыми разделил имущество аристократов и их женщин, а также на отряд наемников-варваров.
В числе тиранических распоряжений Аристодема античные авторы упоминают приказ наряжать мальчиков и юношей в хитоны до пят, отпускать длинные волосы и носить золотые украшения. Девочки, по словам Плутарха, наоборот, должны были носить короткие туники и стричь волосы в кружок. Дионисий объясняет приказы Аристодема стремлением изнежить молодежь и сделать её неспособной к сопротивлению тирании. С этой же целью тиран упразднил гимнасии и тренировки с оружием. Плутарх видит причину в развратных наклонностях Аристодема. Среди различных красочных подробностей Дионисий пишет, что тиран намеревался в один день перебить малолетних сыновей аристократов, чтобы исключить угрозу в будущем, но сдался на уговоры их матерей и отправил детей пасти скот на загородные пастбища, запретив обучать их знаниям, подобающим свободным людям. Возвращаться в город им было запрещено под страхом смерти.
У Аристодема в Кумах укрылся Тарквиний Гордый со своими сторонниками после поражения в битве у Регилльского озера. В 492 до н. э. одно из римских посольств, направленных для закупки зерна для голодающего города, прибыло в Кумы. Там римские корабли были задержаны: по словам Дионисия, из-за требований римских изгнанников, по словам Ливия — так как Аристодем был наследником умершего в 495 до н. э. Тарквиния.
В 491/490 до н. э. подросшие сыновья аристократов составили заговор, объединившись с кумскими изгнанниками, жившими в Капуе. Выманив из города большую часть кавалерии и наемников, они ночью проникли в Кумы, воспользовавшись общественным праздником, по случаю которого жители перепились, перебили охрану, схватили тирана, и после жестоких пыток и надругательств убили Аристодема и всю его семью, включая женщин и детей, после чего восстановили прежний политический строй.
По словам Плутарха, захватить тирана врасплох заговорщикам помогла его жена Ксенокрита, дочь изгнанного аристократа. Она отказалась от почестей и наград, которые ей предложили за участие в тираноубийстве, испросив лишь позволения похоронить Аристодема. Затем она была избрана жрицей Деметры. Предполагают, что история Ксенокриты позднего происхождения, и была сочинена по образцу деяний Фивы Ферской, организовавшей убийство своего мужа тирана Александра.
Относительно прозвища Дионисий сообщает, что горожане дали его юному Аристодему то ли потому, что он казался женоподобным, то ли из-за кротости его нрава. Плутарх, возражая Дионисию, предлагает другое объяснение — якобы варвары, с которыми Аристодем успешно сражался, ещё будучи подростком, прозвали его так из-за длинных волос.